# Vasvecsés
Vasvecsés (szlovénül: Večeslavci, régen vendül Vočeslavci, németül: Sesseldorf, vagy Sessldorf) falu a Muravidéken, Szlovéniában. Közigazgatásilag Szarvaslakhoz tartozik.

## Fekvése
Muraszombattól 29 km-re, Felsőlendvától 7 km-re délnyugatra a Vendvidéki-dombság a Goričko területén  a Lendva jobb partján fekszik.

## Története
A települést 1365-ben "Poss. seu villa Wechezloufolua" néven említik először. Felsőlendva várának tartozéka volt. A Széchy család birtoka volt, akik Felsőlendva várát a hozzátartozó 73 faluval, köztük Vecseszlófalvával a mai Vasvecséssel együtt 1365-ben kapták I. Lajos magyar királytól Éleskő és Miskolc uradalmáért, valamint a Szent Péter és Pál apostolok tiszteletére létesült tapolcai apátság kegyuraságáért cserébe.
A Széchy család fiágának kihalása után 1685-ban Felsőlendva új birtokosa Nádasdy Ferenc, Széchy Katalin férje lett. Ezután az uradalommal együtt egészen a 19. század második feléig a Nádasdyaké.
1836 "Wocseszlavecz" néven szerepelt a hivatalos dokumentumokban 1887-ben kapta jelenlegi nevét névmagyarosítás útján, azelőtt "Vecseszlavec" néven szerepelt a térképeken. Az eredeti neve a településnek a Vencel szláv névalakjára a Venčeslav-ra mehet vissza, így a magyarosított új név nem tükrözi ezt a jelentést.
Vályi András szerint " VECSESZLAVECZ. Horvát falu Vas Várm. földes Ura Gr. Nádasdy Uraság, lakosai többfélék, fekszik Szent-Györgynek szomszédságában, és annak filiája; határja síkos, Stájer Országhoz közel van, szőleje, réttye hasznos, fája is van."
Fényes Elek szerint " Vecseszlavecz, vindus falu, Vas vmegyében, a felső-lendvai uradalomban, 387 kath., 70 evang. lakossal."
Vas vármegye monográfiája szerint " Vas-Vecsés, lendvamenti község, 131 házzal és 648 r. kath. és ág. ev. vallásu, vend lakossal. Postája Szarvaslak, távírója Szt.-Gotthárd. Határában fogják elvezetni a tervezett gyanafalva-muraszombati vasútat. Kath. temploma a XVII. században épült."

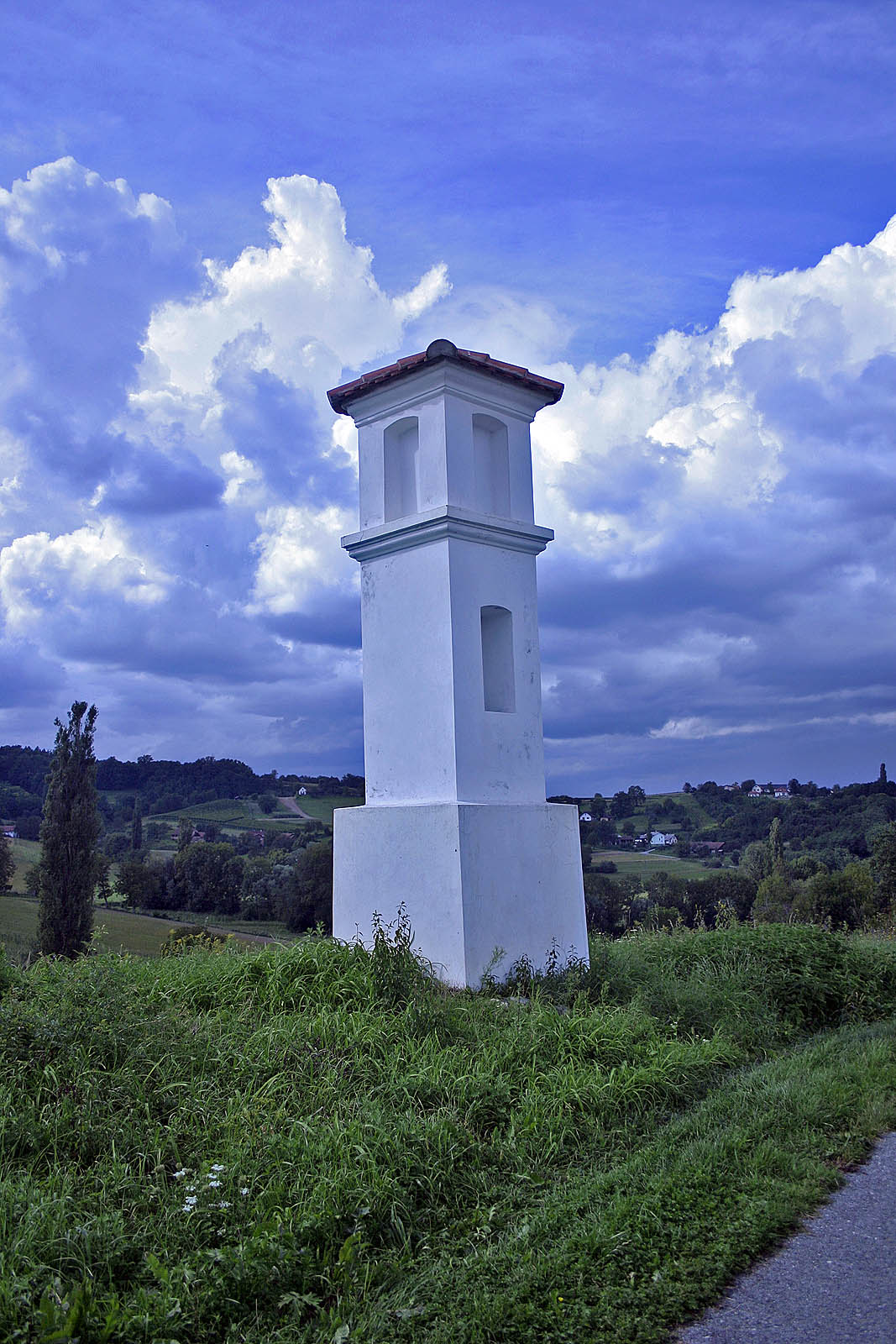
A Török- vagy Pestisoszlop.

1910-ben  715, túlnyomórészt szlovén lakosa volt. A trianoni békeszerződésig Vas vármegye Muraszombati járásához tartozott.  1919-ben  először a de facto Vendvidéki Köztársasághoz, majd a Szerb–Horvát–Szlovén Királysághoz csatolták, mely 1929-ben a Jugoszlávia nevet vette fel. 1941-ben ismét Magyarországhoz került, majd 1945 után véglegesen Jugoszlávia része lett. 1991-ben, Szlovénia függetlenségének kikiáltása óta Szlovénia része. 2002-ben 393 lakója volt.

## Nevezetességei
- Vasvecsési Szentlélek-kápolna 1829-ben épült. Mai formáját 1928-ben nyerte el, 1996-ban megújították.
- Itt található a község legrégibb emléke az 1644-ben készített Pestis, vagy Törökoszlop, melyet a török támadás és a pestisjárvány emlékére emeltek.

## Híres emberek
- Szijjártó István költő, író, kántortanító (született 1765-ben)